# Grosse Tete
Grosse Tete és una població dels Estats Units a l'estat de Louisiana. Segons el cens del 2000 tenia 670 habitants.

## Demografia
Segons el cens del 2000, Grosse Tete tenia 670 habitants, 261 habitatges, i 182 famílies. La densitat de població era de 213,8 habitants/km².
Dels 261 habitatges en un 31% hi vivien nens de menys de 18 anys, en un 46,7% hi vivien parelles casades, en un 19,2% dones solteres, i en un 29,9% no eren unitats familiars. En el 23,8% dels habitatges hi vivien persones soles el 9,2% de les quals corresponia a persones de 65 anys o més que vivien soles. El nombre mitjà de persones vivint en cada habitatge era de 2,56 i el nombre mitjà de persones que vivien en cada família era de 3,06.
Per edats la població es repartia de la següent manera: un 27,3% tenia menys de 18 anys, un 7,2% entre 18 i 24, un 31,9% entre 25 i 44, un 19,7% de 45 a 60 i un 13,9% 65 anys o més.
L'edat mediana era de 36 anys. Per cada 100 dones de 18 o més anys hi havia 82,4 homes.
La renda mediana per habitatge era de 27.734 $ i la renda mediana per família de 32.188 $. Els homes tenien una renda mediana de 25.417 $ mentre que les dones 20.781 $. La renda per capita de la població era de 12.840 $. Entorn del 16,7% de les famílies i el 23,4% de la població estaven per davall del llindar de pobresa.

## Poblacions més properes
El següent diagrama mostra les poblacions més properes.